# Lomnice, Brno-venkov
Lomnice là một chợ huyện thuộc huyện Brno-venkov, vùng Jihomoravský, Cộng hòa Séc.